# Klaus Köste
Klaus Köste (Frankfurt (Oder), 1943. február 27. – Lipcse, 2012. december 14.) német tornász, politikus. Hatévesen kezdett foglalkozni a sporttal, eleinte szülővárosában, majd Lipcsében folytatta. 1972-ben aranyérmet nyert a müncheni nyári olimpiai játékokon. 2005-ben szívműtétet hajtottak rajta végre, azonban még ezt követően is folytatta sportkarrierjét. 2012-ben szívmegállás következtében hunyt el.